# Mugil
Mugil is een geslacht van straalvinnige vissen uit de familie van harders (Mugilidae). De wetenschappelijke naam is gepubliceerd in 1758 door Linnaeus in de tiende editie van Systema naturae.

## Soorten
Het geslacht heeft de volgende soorten:
- Mugil bananensis (Pellegrin, 1927)
- Mugil broussonnetii Valenciennes, 1836
- Mugil capurrii (Perugia, 1892)
- Mugil cephalus Linnaeus, 1758
- Mugil curema Valenciennes, 1836
- Mugil curvidens Valenciennes, 1836
- Mugil gaimardianus Desmarest, 1831
- Mugil galapagensis Ebeling, 1961
- Mugil gyrans (Jordan & Gilbert, 1884)
- Mugil hospes Jordan & Culver, 1895
- Mugil incilis Hancock, 1830
- Mugil liza Valenciennes, 1836
- Mugil platanus Günther, 1880
- Mugil rammelsbergii Tschudi, 1846
- Mugil rubrioculus Harrison, Nirchio, Oliveira, Ron & Gaviria, 2007
- Mugil setosus Gilbert, 1892
- Mugil soiuy Basilewsky, 1855
- Mugil trichodon Poey, 1875